# Pantelimon, Constanța
Pantelimon (în trecut Pantelimon de Sus) este satul de reședință al comunei cu același nume din județul Constanța, Dobrogea, România. Se află în partea de nord a județului,  în Podișul Casimcei. La recensământul din 2002 avea o populație de 813 locuitori.